# RideLondon-Classique 2019
La 7e édition de RideLondon-Classique a lieu le 3 août 2019. C'est la seizième épreuve de l'UCI World Tour féminin 2019. Elle est remportée par la Néerlandaise Lorena Wiebes.

## Parcours
La course se dispute dans le centre historique de Londres autour du St James's Park. L'arrivée se trouve sur The Mall. La montée de la Constitution Hill est la seule difficulté du parcours. 

## Équipes
| Équipes féminines professionnelles (16)- Alé Cipollini - Boels Dolmans - Canyon-SRAM Racing - CCC-Liv - Drops - FDJ-Nouvelle Aquitaine-Futuroscope - Hitec Products - Lotto Soudal Ladies - Parkhotel Valkenburg-Destil - Rally UHC Cycling Women - Sunweb Women - Tibco-Silicon Valley Bank - Virtu Cycling Women - Trek-Segafredo - Valcar Cylance - WNT-Rotor Pro Cycling |
| |

## Favorites
Marianne Vos après ses quatre victoires sur le Tour d'Italie est une des principales favorites. Toutefois ces succès ont été acquis dans des arrivées en faux-plats. Les autres favorites sont : Kirsten Wild, Marta Bastianelli, Elisa Balsamo, Coryn Rivera et Lorena Wiebes.

## Récit de la course
La course se conclut au sprint. Lisa Brennauer mène le dernier kilomètre pour Kirsten Wild à gauche de la route. Lorena Wiebes ouvre tôt le sprint à droite. Elle est suivie par Letizia Paternoster et Elisa Balsamo. À gauche, Kirsten Wild se voit enfermée et fait un écart à gauche pour lancer son sprint. Elle entraîne par là-même la roue avant de Chloe Hosking qui chute lourdement entraînant plusieurs dizaines de coureuses à terre. Kirsten Wild passe la ligne la première pour quelques centimètres devant Wiebes, elle est cependant déclassée pour son écart,.

## Classement final
| \| Classement général \| Classement général \| Classement général \| Classement général \| Classement général \| \| Coureuse \| Coureuse \| Pays \| Équipe \| Temps \| \| ------------------ \| ------------------------- \| ------------------ \| ---------------------------------- \| ------------------ \| \| 1re \| Lorena Wiebes \| Pays-Bas \| Parkhotel Valkenburg \| 1 h 33 min 55 s \| \| 2e \| Elisa Balsamo \| Italie \| Valcar Cylance \| + 0 s \| \| 3e \| Coryn Rivera \| États-Unis \| Sunweb \| + 0 s \| \| 4e \| Lotte Kopecky \| Belgique \| Lotto Soudal Ladies \| + 0 s \| \| 5e \| Letizia Paternoster \| Italie \| Trek-Segafredo \| + 0 s \| \| 6e \| Marianne Vos \| Pays-Bas \| CCC-Liv \| + 0 s \| \| 7e \| Christine Majerus \| Luxembourg \| Boels Dolmans \| + 0 s \| \| 8e \| Marta Tagliaferro \| Italie \| Hitec Products-Birk Sport \| + 0 s \| \| 9e \| Maria Giulia Confalonieri \| Italie \| Valcar Cylance \| + 0 s \| \| 10e \| Eugénie Duval \| France \| FDJ-Nouvelle Aquitaine-Futuroscope \| + 0 s \| |                           |            |                                    |                 |
| |                           |            |                                    |                 |
| Source : ProCyclingStats |                           |            |                                    |                 |
| Classement général |                           |            |                                    |                 |
| Coureuse | Coureuse                  | Pays       | Équipe                             | Temps           |
| 1re | Lorena Wiebes             | Pays-Bas   | Parkhotel Valkenburg               | 1 h 33 min 55 s |
| 2e | Elisa Balsamo             | Italie     | Valcar Cylance                     | + 0 s           |
| 3e | Coryn Rivera              | États-Unis | Sunweb                             | + 0 s           |
| 4e | Lotte Kopecky             | Belgique   | Lotto Soudal Ladies                | + 0 s           |
| 5e | Letizia Paternoster       | Italie     | Trek-Segafredo                     | + 0 s           |
| 6e | Marianne Vos              | Pays-Bas   | CCC-Liv                            | + 0 s           |
| 7e | Christine Majerus         | Luxembourg | Boels Dolmans                      | + 0 s           |
| 8e | Marta Tagliaferro         | Italie     | Hitec Products-Birk Sport          | + 0 s           |
| 9e | Maria Giulia Confalonieri | Italie     | Valcar Cylance                     | + 0 s           |
| 10e | Eugénie Duval             | France     | FDJ-Nouvelle Aquitaine-Futuroscope | + 0 s           |

### UCI World Tour

#### Points attribués
| Position           | 1er | 2e  | 3e  | 4e  | 5e | 6e | 7e | 8e | 9e | 10e | 11e | 12e | 13e | 14e | 15e | 16e à 30e | 31e à 40e |
| Classement général | 200 | 150 | 125 | 100 | 85 | 70 | 60 | 50 | 40 | 35  | 30  | 25  | 20  | 15  | 10  | 5         | 3         |

| Classement par points | Classement par points | Classement par points | Classement par points | Classement par points |
| Coureuse              | Coureuse              | Pays                  | Équipe                | Points                |
| --------------------- | --------------------- | --------------------- | --------------------- | --------------------- |
| 1re                   | Annemiek van Vleuten  | Pays-Bas              | Mitchelton-Scott      | 1367 pts              |
| 2e                    | Katarzyna Niewiadoma  | Pologne               | Canyon-SRAM Racing    | 1106 pts              |
| 3e                    | Marianne Vos          | Pays-Bas              | CCC-Liv               | 1018 pts              |
| 4e                    | Anna van der Breggen  | Pays-Bas              | Boels Dolmans         | 826 pts               |
| 5e                    | Lorena Wiebes         | Pays-Bas              | Parkhotel Valkenburg  | 790 pts               |
| 6e                    | Marta Bastianelli     | Italie                | Virtu Cycling Women   | 735 pts               |
| 7e                    | Cecilie Uttrup Ludwig | Danemark              | Bigla                 | 651 pts               |
| 8e                    | Amanda Spratt         | Australie             | Mitchelton-Scott      | 644 pts               |
| 9e                    | Soraya Paladin        | Italie                | Alé Cipollini         | 633 pts               |
| 10e                   | Elisa Longo Borghini  | Italie                | Trek-Segafredo        | 580 pts               |

| Classement par points | Classement par points | Classement par points | Classement par points | Classement par points |
| Coureuse              | Coureuse              | Pays                  | Équipe                | Points                |
| --------------------- | --------------------- | --------------------- | --------------------- | --------------------- |
| 1re                   | Annemiek van Vleuten  | Pays-Bas              | Mitchelton-Scott      | 1367 pts              |
| 2e                    | Katarzyna Niewiadoma  | Pologne               | Canyon-SRAM Racing    | 1106 pts              |
| 3e                    | Marianne Vos          | Pays-Bas              | CCC-Liv               | 1018 pts              |
| 4e                    | Anna van der Breggen  | Pays-Bas              | Boels Dolmans         | 826 pts               |
| 5e                    | Lorena Wiebes         | Pays-Bas              | Parkhotel Valkenburg  | 790 pts               |
| 6e                    | Marta Bastianelli     | Italie                | Virtu Cycling Women   | 735 pts               |
| 7e                    | Cecilie Uttrup Ludwig | Danemark              | Bigla                 | 651 pts               |
| 8e                    | Amanda Spratt         | Australie             | Mitchelton-Scott      | 644 pts               |
| 9e                    | Soraya Paladin        | Italie                | Alé Cipollini         | 633 pts               |
| 10e                   | Elisa Longo Borghini  | Italie                | Trek-Segafredo        | 580 pts               |

| Classement du meilleur jeune | Classement du meilleur jeune | Classement du meilleur jeune | Classement du meilleur jeune       | Classement du meilleur jeune |
| Coureuse                     | Coureuse                     | Pays                         | Équipe                             | Points                       |
| ---------------------------- | ---------------------------- | ---------------------------- | ---------------------------------- | ---------------------------- |
| 1re                          | Marta Cavalli                | Italie                       | Valcar Cylance                     | 32 pts                       |
| 2e                           | Lorena Wiebes                | Pays-Bas                     | Parkhotel Valkenburg               | 28 pts                       |
| 3e                           | Sofia Bertizzolo             | Italie                       | Virtu Cycling Women                | 22 pts                       |
| 4e                           | Évita Muzic                  | France                       | FDJ-Nouvelle Aquitaine-Futuroscope | 22 pts                       |
| 5e                           | Elisa Balsamo                | Italie                       | Valcar Cylance                     | 14 pts                       |
| 6e                           | Juliette Labous              | France                       | Sunweb                             | 12 pts                       |
| 7e                           | Paula Patiño                 | Colombie                     | Movistar Team                      | 10 pts                       |
| 8e                           | Liane Lippert                | Allemagne                    | Sunweb                             | 8 pts                        |
| 9e                           | Ella Harris                  | Nouvelle-Zélande             | Canyon-SRAM Racing                 | 6 pts                        |
| 10e                          | Letizia Paternoster          | Italie                       | Trek-Segafredo                     | 6 pts                        |

| Classement du meilleur jeune | Classement du meilleur jeune | Classement du meilleur jeune | Classement du meilleur jeune       | Classement du meilleur jeune |
| Coureuse                     | Coureuse                     | Pays                         | Équipe                             | Points                       |
| ---------------------------- | ---------------------------- | ---------------------------- | ---------------------------------- | ---------------------------- |
| 1re                          | Marta Cavalli                | Italie                       | Valcar Cylance                     | 32 pts                       |
| 2e                           | Lorena Wiebes                | Pays-Bas                     | Parkhotel Valkenburg               | 28 pts                       |
| 3e                           | Sofia Bertizzolo             | Italie                       | Virtu Cycling Women                | 22 pts                       |
| 4e                           | Évita Muzic                  | France                       | FDJ-Nouvelle Aquitaine-Futuroscope | 22 pts                       |
| 5e                           | Elisa Balsamo                | Italie                       | Valcar Cylance                     | 14 pts                       |
| 6e                           | Juliette Labous              | France                       | Sunweb                             | 12 pts                       |
| 7e                           | Paula Patiño                 | Colombie                     | Movistar Team                      | 10 pts                       |
| 8e                           | Liane Lippert                | Allemagne                    | Sunweb                             | 8 pts                        |
| 9e                           | Ella Harris                  | Nouvelle-Zélande             | Canyon-SRAM Racing                 | 6 pts                        |
| 10e                          | Letizia Paternoster          | Italie                       | Trek-Segafredo                     | 6 pts                        |

| Classement par équipes aux points | Classement par équipes aux points | Classement par équipes aux points | Classement par équipes aux points |
| Équipe                            | Équipe                            | Pays                              | Points                            |
| --------------------------------- | --------------------------------- | --------------------------------- | --------------------------------- |
| 1re                               | Boels Dolmans                     | Pays-Bas                          | 2760 pts                          |
| 2e                                | Mitchelton-Scott                  | Australie                         | 2207 pts                          |
| 3e                                | Trek-Segafredo                    | États-Unis                        | 1867 pts                          |
| 4e                                | CCC-Liv                           | Pays-Bas                          | 1702 pts                          |
| 5e                                | Canyon-SRAM Racing                | Allemagne                         | 1567 pts                          |
| 6e                                | Sunweb Women                      | Pays-Bas                          | 1424 pts                          |
| 7e                                | Parkhotel Valkenburg-Destil       | Pays-Bas                          | 1376 pts                          |
| 8e                                | WNT-Rotor Pro Cycling             | Allemagne                         | 1185 pts                          |
| 9e                                | Virtu Cycling Women               | Danemark                          | 1092 pts                          |
| 10e                               | Bigla                             | Danemark                          | 999 pts                           |

| Classement par équipes aux points | Classement par équipes aux points | Classement par équipes aux points | Classement par équipes aux points |
| Équipe                            | Équipe                            | Pays                              | Points                            |
| --------------------------------- | --------------------------------- | --------------------------------- | --------------------------------- |
| 1re                               | Boels Dolmans                     | Pays-Bas                          | 2760 pts                          |
| 2e                                | Mitchelton-Scott                  | Australie                         | 2207 pts                          |
| 3e                                | Trek-Segafredo                    | États-Unis                        | 1867 pts                          |
| 4e                                | CCC-Liv                           | Pays-Bas                          | 1702 pts                          |
| 5e                                | Canyon-SRAM Racing                | Allemagne                         | 1567 pts                          |
| 6e                                | Sunweb Women                      | Pays-Bas                          | 1424 pts                          |
| 7e                                | Parkhotel Valkenburg-Destil       | Pays-Bas                          | 1376 pts                          |
| 8e                                | WNT-Rotor Pro Cycling             | Allemagne                         | 1185 pts                          |
| 9e                                | Virtu Cycling Women               | Danemark                          | 1092 pts                          |
| 10e                               | Bigla                             | Danemark                          | 999 pts                           |

## Liste des participantes
| Légende | Légende                                                                    | Légende | Légende                                                    |
| ------- | -------------------------------------------------------------------------- | ------- | ---------------------------------------------------------- |
| Num     | Dossard de départ porté par le coureur sur cette RideLondon-Classique      | Pos     | Position à l'arrivée de la course                          |
|         | Indique un maillot de champion national ou mondial, suivi de sa spécialité | NP      | Indique un coureur qui n'a pas pris le départ de la course |
| AB      | Indique un coureur qui n'a pas terminé la course                           | HD      | Indique un coureur qui a terminé la course hors des délais |

| WNT-Rotor Pro Cycling WNT | WNT-Rotor Pro Cycling WNT    | WNT-Rotor Pro Cycling WNT |
| ------------------------- | ---------------------------- | ------------------------- |
| Num                       | Coureuse                     | Pos                       |
| 1                         | Kirsten Wild (NED)           | 37e                       |
| 2                         | Lisa Brennauer (GER) (route) | 30e                       |
| 3                         | Claudia Koster (NED)         | 44e                       |
| 4                         | Sarah Rijkes (AUT)           | 51e                       |
| 5                         | Lara Vieceli (ITA)           | 29e                       |
| 6                         | Lea Lin Teutenberg (GER)     | 45e                       |

| CCC-Liv CCC | CCC-Liv CCC           | CCC-Liv CCC |
| ----------- | --------------------- | ----------- |
| Num         | Coureuse              | Pos         |
| 11          | Valerie Demey (BEL)   | 65e         |
| 12          | Evy Kuijpers (NED)    | 83e         |
| 13          | Marianne Vos (NED)    | 6e          |
| 14          | Jeanne Korevaar (NED) | 22e         |
| 15          | Riejanne Markus (NED) | 24e         |

| Valcar Cylance VAL | Valcar Cylance VAL              | Valcar Cylance VAL |
| ------------------ | ------------------------------- | ------------------ |
| Num                | Coureuse                        | Pos                |
| 21                 | Elisa Balsamo (ITA)             | 2e                 |
| 22                 | Vittoria Guazzini (ITA)         | 46e                |
| 23                 | Chiara Consonni (ITA)           | 36e                |
| 24                 | Alice Maria Arzuffi (ITA)       | AB                 |
| 25                 | Ilaria Sanguineti (ITA)         | 32e                |
| 26                 | Maria Giulia Confalonieri (ITA) | 9e                 |

| Trek-Segafredo TFS | Trek-Segafredo TFS        | Trek-Segafredo TFS |
| ------------------ | ------------------------- | ------------------ |
| Num                | Coureuse                  | Pos                |
| 31                 | Audrey Cordon-Ragot (FRA) | 40e                |
| 32                 | Lauretta Hanson (AUS)     | 54e                |
| 33                 | Lotta Lepistö (FIN)       | 64e                |
| 34                 | Letizia Paternoster (ITA) | 5e                 |
| 36                 | Abigail Van Twisk (GBR)   | 58e                |

| Alé Cipollini ALE | Alé Cipollini ALE             | Alé Cipollini ALE |
| ----------------- | ----------------------------- | ----------------- |
| Num               | Coureuse                      | Pos               |
| 41                | Chloe Hosking (AUS)           | AB                |
| 42                | Jessica Raimondi (ITA)        | 49e               |
| 43                | Marjolein van 't Geloof (NED) | 71e               |
| 44                | Karlijn Swinkels (NED)        | 23e               |
| 45                | Romy Kasper (GER)             | 16e               |
| 46                | Giorgia Bariani (ITA)         | AB                |

| Boels Dolmans DLT | Boels Dolmans DLT               | Boels Dolmans DLT |
| ----------------- | ------------------------------- | ----------------- |
| Num               | Coureuse                        | Pos               |
| 51                | Chantal Blaak (NED)             | 42e               |
| 52                | Jip van den Bos (NED)           | 20e               |
| 53                | Eva Buurman (NED)               | 11e               |
| 54                | Skylar Schneider (USA)          | 41e               |
| 55                | Christine Majerus (LUX) (route) | 7e                |

| Canyon-SRAM Racing CSR | Canyon-SRAM Racing CSR     | Canyon-SRAM Racing CSR |
| ---------------------- | -------------------------- | ---------------------- |
| Num                    | Coureuse                   | Pos                    |
| 61                     | Alexis Magner (USA)        | 85e                    |
| 62                     | Alice Barnes (GBR) (route) | 66e                    |
| 63                     | Rotem Gafinovitz (ISR)     | 61e                    |
| 64                     | Christa Riffel (GER)       | 62e                    |
| 65                     | Ella Harris (NZL)          | 47e                    |
| 66                     | Tiffany Cromwell (AUS)     | 18e                    |

| Drops DRP | Drops DRP                | Drops DRP |
| --------- | ------------------------ | --------- |
| Num       | Coureuse                 | Pos       |
| 71        | Elinor Barker (GBR)      | 84e       |
| 72        | Megan Barker (GBR)       | 79e       |
| 73        | Elizabeth Bennett (GBR)  | 67e       |
| 74        | Natalie Redmond (AUS)    | 70e       |
| 75        | Manon Lloyd (GBR)        | 68e       |
| 76        | Abby-Mae Parkinson (GBR) | 50e       |

| FDJ-Nouvelle Aquitaine-Futuroscope FDJ | FDJ-Nouvelle Aquitaine-Futuroscope FDJ | FDJ-Nouvelle Aquitaine-Futuroscope FDJ |
| -------------------------------------- | -------------------------------------- | -------------------------------------- |
| Num                                    | Coureuse                               | Pos                                    |
| 81                                     | Clara Copponi (FRA)                    | 17e                                    |
| 82                                     | Coralie Demay (FRA)                    | 38e                                    |
| 83                                     | Eugénie Duval (FRA)                    | 10e                                    |
| 84                                     | Maëlle Grossetête (FRA)                | 26e                                    |
| 85                                     | Lauren Kitchen (AUS)                   | 21e                                    |

| Hitec Products-Birk Sport HPU | Hitec Products-Birk Sport HPU  | Hitec Products-Birk Sport HPU |
| ----------------------------- | ------------------------------ | ----------------------------- |
| Num                           | Coureuse                       | Pos                           |
| 91                            | Lucy van der Haar (GBR)        | 15e                           |
| 92                            | Julie Meyer Solvang (NOR)      | 34e                           |
| 93                            | Marta Tagliaferro (ITA)        | 8e                            |
| 94                            | Pernille Larsen Feldmann (NOR) | 57e                           |
| 95                            | Grace Garner (GBR)             | 48e                           |
| 96                            | Lonneke Uneken (NED)           | 14e                           |

| Lotto Soudal Ladies LSL | Lotto Soudal Ladies LSL  | Lotto Soudal Ladies LSL |
| ----------------------- | ------------------------ | ----------------------- |
| Num                     | Coureuse                 | Pos                     |
| 101                     | Lotte Kopecky (BEL)      | 4e                      |
| 102                     | Danielle Christmas (GBR) | 35e                     |
| 103                     | Annelies Dom (BEL)       | 25e                     |
| 104                     | Dannielle Khan (GBR)     | AB                      |
| 105                     | Danique Braam (NED)      | 43e                     |
| 106                     | Chantal Hoffmann (LUX)   | 52e                     |

| Parkhotel Valkenburg PHV | Parkhotel Valkenburg PHV    | Parkhotel Valkenburg PHV |
| ------------------------ | --------------------------- | ------------------------ |
| Num                      | Coureuse                    | Pos                      |
| 111                      | Lorena Wiebes (NED) (route) | 1re                      |
| 112                      | Femke Markus (NED)          | 13e                      |
| 113                      | Janine van der Meer (NED)   | 53e                      |
| 114                      | Marit Raaijmakers (NED)     | AB                       |
| 115                      | Demi Vollering (NED)        | 82e                      |
| 116                      | Esther van Veen (NED)       | 78e                      |

| Rally Cycling RLW | Rally Cycling RLW       | Rally Cycling RLW |
| ----------------- | ----------------------- | ----------------- |
| Num               | Coureuse                | Pos               |
| 121               | Emma White (USA)        | AB                |
| 122               | Sara Bergen (CAN)       | 63e               |
| 123               | Allison Beveridge (CAN) | 60e               |
| 124               | Gillian Ellsay (CAN)    | 76e               |
| 125               | Katherine Maine (CAN)   | 72e               |
| 126               | Summer Moak (USA)       | 77e               |

| Sunweb SUN | Sunweb SUN             | Sunweb SUN |
| ---------- | ---------------------- | ---------- |
| Num        | Coureuse               | Pos        |
| 131        | Susanne Andersen (NOR) | 56e        |
| 132        | Pfeiffer Georgi (GBR)  | 28e        |
| 133        | Leah Kirchmann (CAN)   | 69e        |
| 134        | Floortje Mackaij (NED) | 27e        |
| 135        | Coryn Rivera (USA)     | 3e         |
| 136        | Julia Soek (NED)       | 59e        |

| Tibco-Silicon Valley Bank TIB | Tibco-Silicon Valley Bank TIB | Tibco-Silicon Valley Bank TIB |
| ----------------------------- | ----------------------------- | ----------------------------- |
| Num                           | Coureuse                      | Pos                           |
| 141                           | Nina Kessler (NED)            | 81e                           |
| 142                           | Alison Jackson (CAN)          | 19e                           |
| 143                           | Brodie Chapman (AUS)          | 73e                           |
| 144                           | Kendall Ryan (USA)            | 80e                           |
| 145                           | Shannon Malseed (AUS)         | 74e                           |
| 146                           | Rozanne Slik (NED)            | 75e                           |

| Virtu Cycling Women TVC | Virtu Cycling Women TVC         | Virtu Cycling Women TVC |
| ----------------------- | ------------------------------- | ----------------------- |
| Num                     | Coureuse                        | Pos                     |
| 151                     | Marta Bastianelli (ITA) (route) | 12e                     |
| 152                     | Sara Penton (SWE)               | 31e                     |
| 153                     | Christina Siggaard (DEN)        | 33e                     |
| 154                     | Emilie Moberg (NOR)             | 39e                     |
| 155                     | Katarzyna Pawłowska (POL)       | 55e                     |
| 156                     | Louise Norman Hansen            | AB                      |

| WNT-Rotor Pro Cycling WNT | WNT-Rotor Pro Cycling WNT    | WNT-Rotor Pro Cycling WNT |
| ------------------------- | ---------------------------- | ------------------------- |
| Num                       | Coureuse                     | Pos                       |
| 1                         | Kirsten Wild (NED)           | 37e                       |
| 2                         | Lisa Brennauer (GER) (route) | 30e                       |
| 3                         | Claudia Koster (NED)         | 44e                       |
| 4                         | Sarah Rijkes (AUT)           | 51e                       |
| 5                         | Lara Vieceli (ITA)           | 29e                       |
| 6                         | Lea Lin Teutenberg (GER)     | 45e                       |

| CCC-Liv CCC | CCC-Liv CCC           | CCC-Liv CCC |
| ----------- | --------------------- | ----------- |
| Num         | Coureuse              | Pos         |
| 11          | Valerie Demey (BEL)   | 65e         |
| 12          | Evy Kuijpers (NED)    | 83e         |
| 13          | Marianne Vos (NED)    | 6e          |
| 14          | Jeanne Korevaar (NED) | 22e         |
| 15          | Riejanne Markus (NED) | 24e         |

| Valcar Cylance VAL | Valcar Cylance VAL              | Valcar Cylance VAL |
| ------------------ | ------------------------------- | ------------------ |
| Num                | Coureuse                        | Pos                |
| 21                 | Elisa Balsamo (ITA)             | 2e                 |
| 22                 | Vittoria Guazzini (ITA)         | 46e                |
| 23                 | Chiara Consonni (ITA)           | 36e                |
| 24                 | Alice Maria Arzuffi (ITA)       | AB                 |
| 25                 | Ilaria Sanguineti (ITA)         | 32e                |
| 26                 | Maria Giulia Confalonieri (ITA) | 9e                 |

| Trek-Segafredo TFS | Trek-Segafredo TFS        | Trek-Segafredo TFS |
| ------------------ | ------------------------- | ------------------ |
| Num                | Coureuse                  | Pos                |
| 31                 | Audrey Cordon-Ragot (FRA) | 40e                |
| 32                 | Lauretta Hanson (AUS)     | 54e                |
| 33                 | Lotta Lepistö (FIN)       | 64e                |
| 34                 | Letizia Paternoster (ITA) | 5e                 |
| 36                 | Abigail Van Twisk (GBR)   | 58e                |

| Alé Cipollini ALE | Alé Cipollini ALE             | Alé Cipollini ALE |
| ----------------- | ----------------------------- | ----------------- |
| Num               | Coureuse                      | Pos               |
| 41                | Chloe Hosking (AUS)           | AB                |
| 42                | Jessica Raimondi (ITA)        | 49e               |
| 43                | Marjolein van 't Geloof (NED) | 71e               |
| 44                | Karlijn Swinkels (NED)        | 23e               |
| 45                | Romy Kasper (GER)             | 16e               |
| 46                | Giorgia Bariani (ITA)         | AB                |

| Boels Dolmans DLT | Boels Dolmans DLT               | Boels Dolmans DLT |
| ----------------- | ------------------------------- | ----------------- |
| Num               | Coureuse                        | Pos               |
| 51                | Chantal Blaak (NED)             | 42e               |
| 52                | Jip van den Bos (NED)           | 20e               |
| 53                | Eva Buurman (NED)               | 11e               |
| 54                | Skylar Schneider (USA)          | 41e               |
| 55                | Christine Majerus (LUX) (route) | 7e                |

| Canyon-SRAM Racing CSR | Canyon-SRAM Racing CSR     | Canyon-SRAM Racing CSR |
| ---------------------- | -------------------------- | ---------------------- |
| Num                    | Coureuse                   | Pos                    |
| 61                     | Alexis Magner (USA)        | 85e                    |
| 62                     | Alice Barnes (GBR) (route) | 66e                    |
| 63                     | Rotem Gafinovitz (ISR)     | 61e                    |
| 64                     | Christa Riffel (GER)       | 62e                    |
| 65                     | Ella Harris (NZL)          | 47e                    |
| 66                     | Tiffany Cromwell (AUS)     | 18e                    |

| Drops DRP | Drops DRP                | Drops DRP |
| --------- | ------------------------ | --------- |
| Num       | Coureuse                 | Pos       |
| 71        | Elinor Barker (GBR)      | 84e       |
| 72        | Megan Barker (GBR)       | 79e       |
| 73        | Elizabeth Bennett (GBR)  | 67e       |
| 74        | Natalie Redmond (AUS)    | 70e       |
| 75        | Manon Lloyd (GBR)        | 68e       |
| 76        | Abby-Mae Parkinson (GBR) | 50e       |

| FDJ-Nouvelle Aquitaine-Futuroscope FDJ | FDJ-Nouvelle Aquitaine-Futuroscope FDJ | FDJ-Nouvelle Aquitaine-Futuroscope FDJ |
| -------------------------------------- | -------------------------------------- | -------------------------------------- |
| Num                                    | Coureuse                               | Pos                                    |
| 81                                     | Clara Copponi (FRA)                    | 17e                                    |
| 82                                     | Coralie Demay (FRA)                    | 38e                                    |
| 83                                     | Eugénie Duval (FRA)                    | 10e                                    |
| 84                                     | Maëlle Grossetête (FRA)                | 26e                                    |
| 85                                     | Lauren Kitchen (AUS)                   | 21e                                    |

| Hitec Products-Birk Sport HPU | Hitec Products-Birk Sport HPU  | Hitec Products-Birk Sport HPU |
| ----------------------------- | ------------------------------ | ----------------------------- |
| Num                           | Coureuse                       | Pos                           |
| 91                            | Lucy van der Haar (GBR)        | 15e                           |
| 92                            | Julie Meyer Solvang (NOR)      | 34e                           |
| 93                            | Marta Tagliaferro (ITA)        | 8e                            |
| 94                            | Pernille Larsen Feldmann (NOR) | 57e                           |
| 95                            | Grace Garner (GBR)             | 48e                           |
| 96                            | Lonneke Uneken (NED)           | 14e                           |

| Lotto Soudal Ladies LSL | Lotto Soudal Ladies LSL  | Lotto Soudal Ladies LSL |
| ----------------------- | ------------------------ | ----------------------- |
| Num                     | Coureuse                 | Pos                     |
| 101                     | Lotte Kopecky (BEL)      | 4e                      |
| 102                     | Danielle Christmas (GBR) | 35e                     |
| 103                     | Annelies Dom (BEL)       | 25e                     |
| 104                     | Dannielle Khan (GBR)     | AB                      |
| 105                     | Danique Braam (NED)      | 43e                     |
| 106                     | Chantal Hoffmann (LUX)   | 52e                     |

| Parkhotel Valkenburg PHV | Parkhotel Valkenburg PHV    | Parkhotel Valkenburg PHV |
| ------------------------ | --------------------------- | ------------------------ |
| Num                      | Coureuse                    | Pos                      |
| 111                      | Lorena Wiebes (NED) (route) | 1re                      |
| 112                      | Femke Markus (NED)          | 13e                      |
| 113                      | Janine van der Meer (NED)   | 53e                      |
| 114                      | Marit Raaijmakers (NED)     | AB                       |
| 115                      | Demi Vollering (NED)        | 82e                      |
| 116                      | Esther van Veen (NED)       | 78e                      |

| Rally Cycling RLW | Rally Cycling RLW       | Rally Cycling RLW |
| ----------------- | ----------------------- | ----------------- |
| Num               | Coureuse                | Pos               |
| 121               | Emma White (USA)        | AB                |
| 122               | Sara Bergen (CAN)       | 63e               |
| 123               | Allison Beveridge (CAN) | 60e               |
| 124               | Gillian Ellsay (CAN)    | 76e               |
| 125               | Katherine Maine (CAN)   | 72e               |
| 126               | Summer Moak (USA)       | 77e               |

| Sunweb SUN | Sunweb SUN             | Sunweb SUN |
| ---------- | ---------------------- | ---------- |
| Num        | Coureuse               | Pos        |
| 131        | Susanne Andersen (NOR) | 56e        |
| 132        | Pfeiffer Georgi (GBR)  | 28e        |
| 133        | Leah Kirchmann (CAN)   | 69e        |
| 134        | Floortje Mackaij (NED) | 27e        |
| 135        | Coryn Rivera (USA)     | 3e         |
| 136        | Julia Soek (NED)       | 59e        |

| Tibco-Silicon Valley Bank TIB | Tibco-Silicon Valley Bank TIB | Tibco-Silicon Valley Bank TIB |
| ----------------------------- | ----------------------------- | ----------------------------- |
| Num                           | Coureuse                      | Pos                           |
| 141                           | Nina Kessler (NED)            | 81e                           |
| 142                           | Alison Jackson (CAN)          | 19e                           |
| 143                           | Brodie Chapman (AUS)          | 73e                           |
| 144                           | Kendall Ryan (USA)            | 80e                           |
| 145                           | Shannon Malseed (AUS)         | 74e                           |
| 146                           | Rozanne Slik (NED)            | 75e                           |

| Virtu Cycling Women TVC | Virtu Cycling Women TVC         | Virtu Cycling Women TVC |
| ----------------------- | ------------------------------- | ----------------------- |
| Num                     | Coureuse                        | Pos                     |
| 151                     | Marta Bastianelli (ITA) (route) | 12e                     |
| 152                     | Sara Penton (SWE)               | 31e                     |
| 153                     | Christina Siggaard (DEN)        | 33e                     |
| 154                     | Emilie Moberg (NOR)             | 39e                     |
| 155                     | Katarzyna Pawłowska (POL)       | 55e                     |
| 156                     | Louise Norman Hansen            | AB                      |